# Dracocephalum moldavica
Espèce
Classification phylogénétique
Dracocephalum moldavica, ou thé des jardins, aussi appelé tête de dragon ou mélisse de Moldavie, est une espèce de plantes à fleurs de la famille des lamiacées. C'est une plante herbacée ayant un goût citronné.